# موریس هرریوت
موریس هرریوت (انگلیسی: Maurice Herriott؛ زادهٔ ۸ اکتبر ۱۹۳۹) ورزشکار دو و میدانی اهل بریتانیا است.